# Grand Terrace
Grand Terrace é uma cidade localizada no estado americano da Califórnia, no Condado de San Bernardino. Foi incorporada em 30 de novembro de 1978.

## Geografia
De acordo com o United States Census Bureau, a cidade tem uma área de 9,1 km², onde todos os 9,1 km² estão cobertos por terra.

### Localidades na vizinhança
O diagrama seguinte representa as localidades num raio de 16 km ao redor de Grand Terrace.

## Demografia
Segundo o censo nacional de 2010, a sua população é de 12 040 habitantes e sua densidade populacional é de 1 328,19 hab/km². Possui 4 649 residências, que resulta em uma densidade de 512,85 residências/km².